# Clarmont de Savés
Clarmont de Savés (en francès Clermont-Savès) és un municipi francès situat al departament del Gers i a la regió d'Occitània.

## Demografia
| 1962                                       | 1968 | 1975 | 1982 | 1990 | 1999 | 2006 |
| ------------------------------------------ | ---- | ---- | ---- | ---- | ---- | ---- |
| 99                                         | 84   | 100  | 109  | 137  | 164  | 223  |
| Des de 1962: població sense dobles comptes |      |      |      |      |      |      |

## Administració
| Període   | Identitat         | Partit |
| --------- | ----------------- | ------ |
| 2001-2008 | Alain Dalla-Barba |        |
| 2008-     | Gaëtan Longo      |        |